# Elmer K. Bolton
Elmer Keiser Bolton (* 23. Juni 1886 in Frankfort (Pennsylvania); † 30. Juli 1968) war ein US-amerikanischer Chemiker. Er war Forschungsdirektor bei DuPont und an der Entwicklung von Neopren beteiligt und leitete die Forschung zur Entwicklung von Nylon bei DuPont, der ersten synthetischen Faser.

## Leben und Werk
Er studierte an der Bucknell University in Lewisburg (Pennsylvania) klassische Sprachen mit dem B. A. Abschluss 1908 und an der Harvard University mit dem A. M. 1908 und der Promotion in Organischer Chemie 1913 bei Charles Loring Jackson über Chinone. Ein Studienkollege und Freund war Roger Adams, mit dem er später engen Kontakt hielt. 1913 ging er mit einem Stipendium zu Richard Willstätter nach Berlin, wo er über Anthocyane arbeitete. Er war von der engen Verbindung von Industrieforschung und Universität in Deutschland beeindruckt und von den Bemühungen, synthetischen Kautschuk herzustellen. 1915 ging er zu DuPont in deren Forschungsabteilung in Wilmington (Delaware). Im Rahmen des Ausfalls von Produkten der organischen Chemie aus Deutschland während des Ersten Weltkriegs war er an den Anstrengungen in den USA beteiligt, dies auszugleichen und der Gruppe für Farbstoff-Synthesen zugeordnet. 1919 leitete er die Forschung in organischer Chemie und 1922 bei der Umorganisation der Forschung bei DuPont für Farbstoffe. Er dehnte das aber bald darauf auf synthetischen Kautschuk aus (1923, als Folge des Stevenson Restriction Scheme in Großbritannien), Insektizide, Antioxidantien, Desinfektionsmittel und der großindustriellen Herstellung von Tetraethylblei.
Die Anstrengungen zur Entwicklung synthetischen Kautschuks führten 1931 zur Entwicklung von Neopren (damals Dupren genannt), allerdings waren die Kautschukpreise mit Beginn der Großen Depression inzwischen wieder gefallen und das neue Produkt war nicht mehr konkurrenzfähig. Es fand aber wegen seiner Widerstandsfähigkeit (chemisch und gegen Licht) andere Anwendungen (wie Gummiboote, Tauchanzüge). An der Entwicklung war Julius Arthur Nieuwland beteiligt (der einen Kupferoxid-Katalysator zur Polymerisation von Acetylen entwickelt hatte) und die eigentliche Entwicklungsgruppe leitete Wallace Carothers (mit dem entscheidenden Schritt der Addition von Chlorwasserstoff zu Butadien über den Kupferoxid-Katalysator).
Danach leitete er die Forschung zur Herstellung einer spinnfähigen Polymerfaser für Kleidung. Das führte Mitte der 1930er Jahre zur Entwicklung von Nylon auf Polyamid-Basis, in einer ebenfalls von William Carothers geleiteten Gruppe. Von Bolton stammt die Entscheidung, die Produktion auf industriell leicht zugängliche Benzol-Chemie zu gründen (statt auf Basis von Sebacinsäure aus Rizinusöl), was zu 6-6-Nylon führte (aus der Polykondensation von Adipinsäure mit Hexamethylendiamin). 1938 wurde die Gründung einer eigenen Nylon-Fabrik von DuPont beschlossen.
Er erhielt 1954 die Willard Gibbs Medal und 1945 die Perkin Medal. Bolton war Mitglied der National Academy of Sciences (1946).
Er war seit 1916 mit Margarite L. Duncan verheiratet und hatte drei Kinder.